# Thomas Wieser (Ökonom)

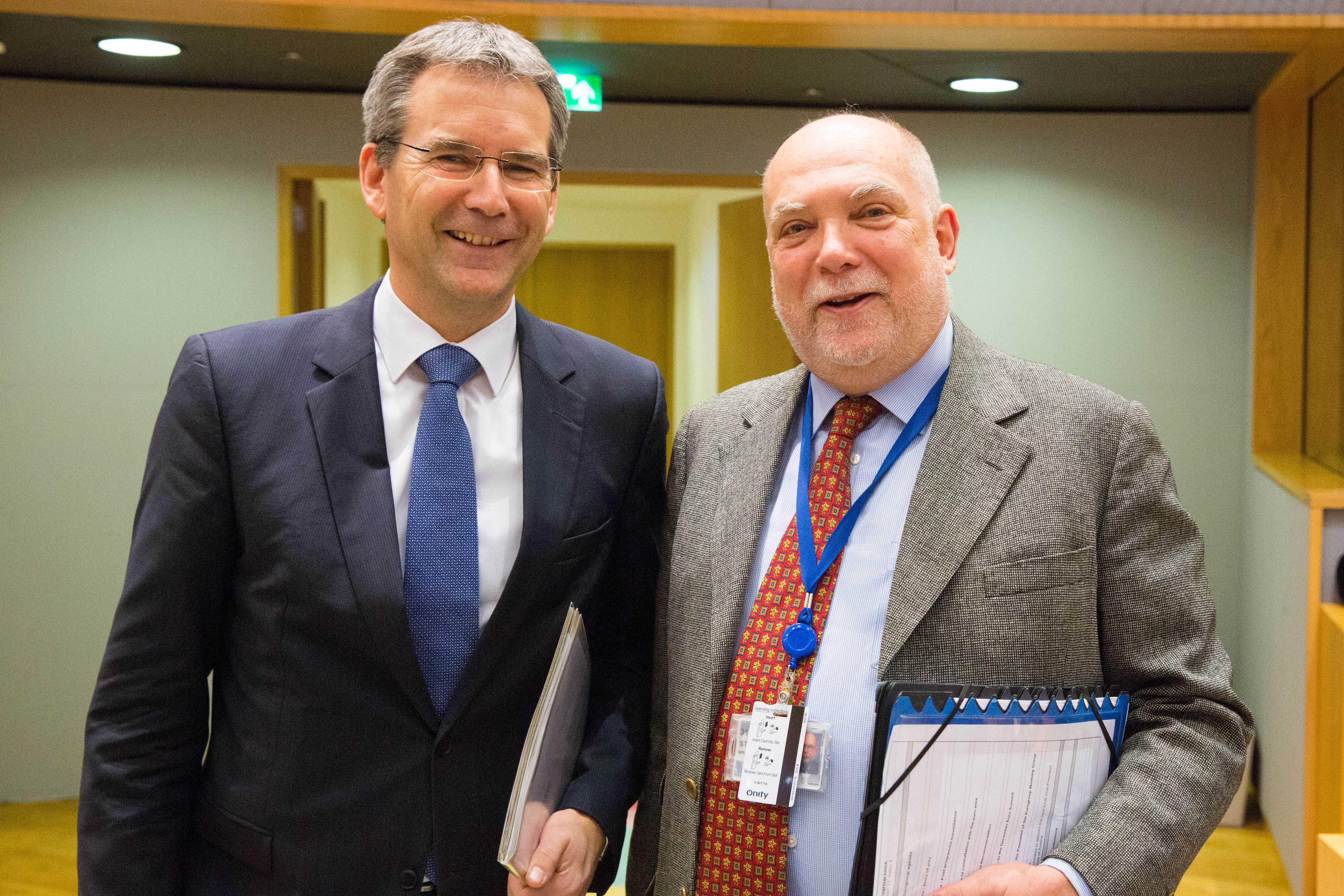
Thomas Wieser (rechts) mit Finanzminister Hartwig Löger (2018)

Thomas Wieser (* 17. November 1954 in Bethesda, Maryland) ist ein österreichischer Wirtschaftswissenschaftler. Von 2012 bis 2018 war er Vorsitzender der Eurogroup Working Group (EWG), einer Arbeitsgruppe der Euro-Gruppe.

## Leben
Thomas Wieser wurde als Sohn eines österreichischen Professors für Biologie und einer aus England stammenden Physiologin geboren. Zu seinen Vorfahren zählen Friedrich Wieser und Eugen Böhm von Bawerk. Seine Kindheit verbrachte er in Wien, die Jugendzeit in Innsbruck, wo er an der Universität Innsbruck Wirtschaftswissenschaften studierte. Das Studium schloss er 1979 als Magister ab. Anschließend studierte als Postgraduate mit einem Stipendium des Fulbright-Programms 1980/81 an der University of Colorado Boulder und 1981/82 am Institut für Höhere Studien in Wien.
Nach einer Tätigkeit an der Internationalen Bank für Außenhandel (1982–1984), der Mitarbeit an einem wissenschaftlichen Forschungsprojekt und ab 1985 bei der Europäischen Freihandelsassoziation (EFTA) in Genf war er ab 1989 im Bundesministerium für Finanzen tätig, wo er als Vertrauter des damaligen Ministers Ferdinand Lacina galt. Dort war er unter anderem an der Euro-Einführung und dem Aufbau der Europäischen Zentralbank beteiligt, damals als Stellvertreter von Hans Dietmar Schweisgut. Von 1999 bis 2012 war er im Finanzministerium als Sektionschef für Wirtschaftspolitik und Finanzmärkte sowie internationale Wirtschaftspolitik verantwortlich.
Von 2005 bis 2009 fungierte er als Vorsitzender des Committee on Financial Markets der Organisation für wirtschaftliche Zusammenarbeit und Entwicklung (OECD), von 2009 bis 2011 sowie seit 2012 ist er Vorsitzender des Economic and Financial Committee der Europäischen Union. Seit 2012 war er in Brüssel Vorsitzender der Eurogroup Working Group, einem Vorbereitungsgremium der Euro-Gruppe. Im Juli 2017 wurde bekannt, dass er seinen bis 31. Jänner 2018 laufenden Vertrag nicht verlängert. Der Niederländer Hans Vijlbrief folgte ihm am 1. Februar 2018 als Leiter der Eurogroup Working Group nach.
Von SPÖ und NEOS wurde er Mitte 2019 als möglicher EU-Kommissar der Kommission von der Leyen I genannt. Wieser gilt als SPÖ-nah. Im November 2019 wurde er zum Vorsitzenden einer EU-Expertengruppe zur Zukunft der Kapitalmarktunion bestellt.

## Auszeichnungen
- 2024: Großer Tiroler Adler-Orden[15]